# 為替レート
為替レート（かわせレート、英: Exchange Rate）とは、通常の外国為替の取引における外貨との交換比率（交換レート）である。為替相場、通貨レート、単にレートとも呼ぶ。基本的に市場で決定される。市場で決定されたレートをMER (Market Exchange Rate) と呼ぶ。

## 解説
現代における貨幣（通貨）は、各国（または複数国が協調して）の政府あるいは中央銀行が発行し、当該国の法律などにより裏付けを与えられ通用しているものが一般に用いられているが、その通貨は一般に当該国・地域の外では通用しないため、貿易や資本移動など国境を越える取引においては、当該国・地域で通用する通貨へ交換する必要が生じる。その際、自国・地域と相手国・地域との通貨の交換比率を決定するための概念が為替レートである。
ここで注意したいのは、基軸通貨であるアメリカドル（米ドル）に対し固定相場制や変動の緩慢な通貨バスケット制を採用している国が多く存在する事である。米ドルと連動するそれらの国の為替レートを考慮したレートのネットが、変動相場制を採用している国々との正確な現米ドル為替レートとなっているか考慮する必要がある。
また、全ての通貨間でレートを決めることは困難であることから、他の通貨、たとえば取引量が最も多い米ドルを基準とし、各通貨の対米ドルレートを組み合わせて為替レートを決定することがある。これをクロスレートという。
一般に、為替レートはその制度いかんに関わらず経済情勢の変化によって変動する。ある通貨Aに対して、変動相場制の下で通貨Bの価値が増大した場合、BはAに対して増価 (appreciation) したという。また、AはBに対して減価 (depreciation) したという。

## 現代の主な為替政策
政府や中央銀行などの通貨当局は外国為替市場に介入して当該国家の為替レートに影響を与えることができる（為替介入）が、中央銀行による介入が最も影響力が強い。中央銀行以外の介入は当該国の通貨流通量を劇的に変化させないからである。固定相場制において為替介入や固定相場レートの変更などで、為替相場の水準が人為的に変更された場合は、自通貨が増価した場合を切り上げ (revaluation)、減価した場合を切り下げ (devaluation) と呼ぶ。
為替レートのうち、国際的な金融取引や貿易の決済に利用されることが多い米ドルとの為替レートは最も重要視されている。
基準となる通貨とその相手通貨との関係には、変動相場制と固定相場制の2通りの方式が存在する。先進国の通貨の多くは主に変動相場制を採用しており、需要と供給の関係で日々異なる比率で取引される。
一方、特定の通貨との間で為替レートを一定に保つことを「ペッグ」と呼び、米ドルとの固定相場制を維持することは「ドルペッグ」と呼ばれる。途上国は米ドルとの間で固定相場制を維持する「ドルペッグ」をする傾向が強かったが、近年、東南アジアなど一部の国においては通貨危機への対応を迫られた結果、相次いで変動相場制へ移行した（アジア通貨危機を参照）。また、貿易による経済規模の拡大や米ドルの下落などを受けて固定相場制の維持が難しくなってきた中国や中東諸国などでは通貨バスケットへのペッグに切り替える、または切り替えようとする動きが見られる。
欧州では、諸通貨間のレート変動を次第に抑制するとともに、中央銀行業務を欧州中央銀行 (ECB) に統合する、各国政府が協調して一定の財政規律を確保するといった施策により、紆余曲折を経て域内での為替政策の統一を実現し、共通通貨ユーロを誕生させた。ユーロは国境を越える最も強力な固定相場制を実現したことになるが、これは単なる通貨ペッグではなく、経済政策の統一による単一通貨の制定という背景を伴っている。
同じく欧州のスイスではスイス中央銀行が、世界金融危機 (2007年-)以降で欧州とりわけユーロ圏の経済情勢が悪化しているために比較的安全なスイスフランへ逃避資金が流れ込みスイスフランが急騰している状況に対応するため、1ユーロ=1.2スイスフランという防衛ラインを設定し、その水準以上にスイスフラン高になった場合には無制限に外貨を購入しスイスフラン安誘導する決定を2011年9月に下した。スイス中央銀行は大規模かつ継続的フラン安にするよう取り組んでいくとしている。

## 為替レートと物価
二国間の物価を比較することによって、適正な為替レートとおおよその為替レートのトレンドがつかめる。国際的な一物一価の法則の適用により、為替レートを説明するモデルを「購買力平価説」と呼ぶ。
現在の為替レートで各国の賃金水準などを比較した場合に、大きな差が出る場合がある。例えば日本は一人当たりGDPが37,000ドル程度であるが、ベトナムはおよそ500ドルである。これを単純比較すると日本の賃金水準が70倍程度高いことになるが、ベトナムは日本よりも物価が安いため、所得が低いからといって購買できる量に 70倍もの差がつくわけではない。こうした実情を踏まえ、物価を考慮した購買力平価で調整した後の一人当たりGDPは日本が30,000ドル、ベトナムが3,000ドル程度となり、その差は10倍程度になる。為替レートがこのような物価差を反映しないのは、経済構造と貿易に関係している。
A国とB国があったとする。A国は工業化が進展しており輸出工業の生産性が高い。仮にA国の輸出工業がB国の輸出工業の10倍の生産性を持っていたとする。どちらも国際市場に製品を輸出している場合、一物一価の法則により両国の輸出品価格は同一となる。これにより、A国の輸出工業労働者はB国の輸出工業労働者の10倍の所得を得ることになる。一方でA国の国内サービス業がB国の国内サービス業の2倍の生産性を持っていたとする。A国で輸出工業労働者と国内サービス業労働者の賃金に一物一価の法則が働いた場合、A国のサービス業はB国のサービス業の5倍の料金を取らなくては経営が成り立たなくなる。このため、両国では輸出工業品の価格が同一である一方、サービス料はA国のほうが高い状態が生まれ、A国の物価はB国よりも高くなる。
以上のように、輸出競争力に差があり、非貿易財が存在する場合に、実際の為替レートと購買力平価には差が生まれる。
サービスの価値が違うとの見方もある。例えば、懐中電灯はどこの国で買っても価値が等しいが、東京で散髪することと、ホーチミン市で散髪することは、投入財の価格が違うため価値が異なるという見方である。このとき、価値差が物価に織り込まれている場合は、購買力平価での比較が無意味となる。
また、国際市場における購買力比較では実際の為替レートが有効になるため、購買力平価は当てはまらない。

## 為替レートの影響
自国の通貨高は自国製品の価格が海外で高くなるため輸出に不利となるが、輸入品が安くなる。また、借金（外債）の負担が軽減される。
通常為替レートが下落すると、輸入物価が上昇してインフレを引き起こすと同時に、企業が抱える外貨建ての債務の偏差負担が膨らむ。
経済学者の飯田泰之は「企業は国際的であり、為替レートによってどの国の人を雇用するかを決める」と指摘している。
みずほ総合研究所は「為替レートが自国通貨高の方向へ動くと、輸出相手国通貨ベースの製品価格が上昇圧力を受ける。こうした変動が、生産コストの引き下げ努力を無効化してしまう」と指摘している。
2009年度の日本の経済財政白書は、どの国でも自国通貨高は景気にマイナスの効果を与えるとしている。

## 為替レートの変動の要因
為替は2つの通貨の交換比率であるため、相対的にどちらが多いかで価格（為替レート）が決まる。為替は、その通貨に対する需要と供給で価格が決まる。一般に為替レートの変動は、当該国の景気動向、インフレ率の動向、金利動向、財政動向、金融政策の将来動向などの様々な要因がある。また、経済成長率、政治動向などの要因もある。為替レートは多くのマクロ指数とともに、互いに影響しあう内生変数である。
為替レート決定のメカニズムは、長期的（2-3年以上）では購買力平価、中期的（1年）ではファンダメンタルズ、短期的（数か月）では金融資産の動向で決まるとされている。為替レートは様々な要因で動くが、そういった要因を無視すれば、長期的には購買力平価の考え方が当てはまる場合が多いが、短期的には金利差（アセットアプローチ）が当てはまる場合が多い。また、中期的には経常収支で決まる可能性が非常に高いとされている。
経済学者のローレンス・クラインは為替レート決定のメカニズムを、1）金利差、2）経常収支の対GDP比、3）輸出価格比、に体系化している。
ただし、為替レートの動きは、マクロ的な変数の動きだけで説明できる部分は、ごく限られている。日々の値動きという超短期（1秒から数時間）では、取引参加者の予想・思惑という心理によって動く。将来の動向を織り込んだ為替取引を行うディーラーの行動によって、しばしば為替レートは実際のマクロ指数の変化を先取りして動く。為替レートは、自己実現的な「期待」に引きずられて、正常な範囲を超えて均衡レートから大きく乖離することがある。このような場合、通貨当局が介入して「シグナル」を送ることがある（外国為替平衡操作）。

### 国力
為替レートに対しては、例えば「為替は国力を表すはずだ。少子高齢化で衰退していく国の通貨が上昇するのはおかしい」というような誤解を持たれることがある。為替レートというのは基本的に2つの通貨の相場に過ぎず、長期的には購買力平価に沿った動きになる。すなわち、インフレ率が高ければ通貨の価値が下がり、インフレ率が低ければ上がると考えることができる。そして、長期的にはそれが為替レートに反映される、とシンプルに考えればよい。
基本的に為替レートは単純にモノとモノとの交換レートに過ぎないため、為替が国力を表したり、成長率が高い国の通貨が買われ続けたりするということではない。
2020年7月30日のアメリカのGDPの発表では、-33%の驚異的な数値であったが、ドル相場には影響しなかった。このように国力や経済成長が為替相場に影響を与えるとは限らない。

### 先進国に於ける融資先のグローバル化の遅れ
- 1）ある国の製造業が盛んに輸出して、マネーを世界から稼ぎ、外貨を売って、自国通貨を買い
- 2）その国の金融業が、マネーを世界に還流し、自国通貨を売って、外貨を買い、盛んに海外投融資するなら

世界的なマネーの循環はうまく行き、その国は通貨高にはならないのだが、多くの先進国は、製造業が海外市場開拓に熱心な一方、銀行が為替リスクを恐れて海外投融資に慎重なために、自国通貨買いが突出して通貨高になりやすい。
更に、銀行に規模的・文化的なハードルがある場合、海外に資金需要が高い、高金利の金融逼迫国があっても貸出が少なくなる。その結果、国内で滞留するマネーが世界へうまく還流されないために通貨高になっている現象が観察される。

### 国際収支
為替レートと貿易収支には相関関係があるとする説がある。一つは、為替レートが貿易収支に影響を与えているという説。もう一つは、貿易収支が為替レートに影響を与えているとする説。
貿易収支は一国の国内所得と支出の差によって決まるため、貿易黒字は為替レートの動向とは直接的には関係ない。近年（2007年）は、「貿易の額」より「投資の額」のほうが、為替レートを左右するとされている。
経常収支が黒字だとその国の為替レートは高くなり、資本収支が赤字だと為替レートは低くなる。他の条件が一定の場合、輸出が増加すると経常収支が黒字へと向かい為替高要因になるとされている。経常収支の赤字は通貨引き下げ圧力となるとされている。
第一勧銀総合研究所は、資本取引の活性化によって、経常収支の動向が為替相場に与える影響を低下させている面もあるとしている。

### 金融政策
為替レートは、金利差で決まるものではなく、通貨供給量の差、つまり中央銀行によるマネタリーベース供給スタンスの差で決まると指摘する意見がある。経済学者の高橋洋一は「為替レートは各国のマネーの量で決まるというのは世界の常識である」「名目金利差ではなく、実質金利差とすると、うまく説明できる」「通貨供給量・金利差を重視する『マネタリーアプローチ』の説明力が高い。これを実務の世界で応用しているのが、ジョージ・ソロスであり、『ソロスチャート』と呼ばれる各国のマネタリーベースの比に為替は落ち着くというのは、マネタリーアプローチと本質的に同じである。長期・中期的にもマネタリーベースでかなりの部分を説明することができる」と指摘している。高橋洋一は「『為替は金融政策で決まらずにフローの経常収支で決まる』と言う人もいるが、為替は2国間の通貨量の比で7割方決まるのがこれまでのデータである。経常収支もストックで見ると、日本の金融資産のリスクプレミアムを代理しているので、為替に影響を与えるという見方もできるが、毎月のフローの数字ではない。むしろ、為替が1年後のフローの経常収支に影響する」と述べている。経済学者の森川正之は「金融緩和政策は名目での通貨安をもたらす傾向を持つが、実質為替レートを減価させる効果を持つか持たないかは物価と為替レートへの効果の大小関係次第である」と指摘している。黒田東彦は「為替は金融政策だけで決まるものではない」と指摘している。
各国が景気対策として追加的な金融政策を実施すれば、結果として為替レートの切り下げ競争の状態となる。グローバルな金融危機の状態においては、為替安目的の金融政策は国際協調の視点から各国の理解を求めるのは難しい。金融政策は国内のデフレ対策としての施策であると主張する一方で、為替安を目的とした施策ではないという国際的なコンセンサスを得る必要がある。

## 実質実効為替レート

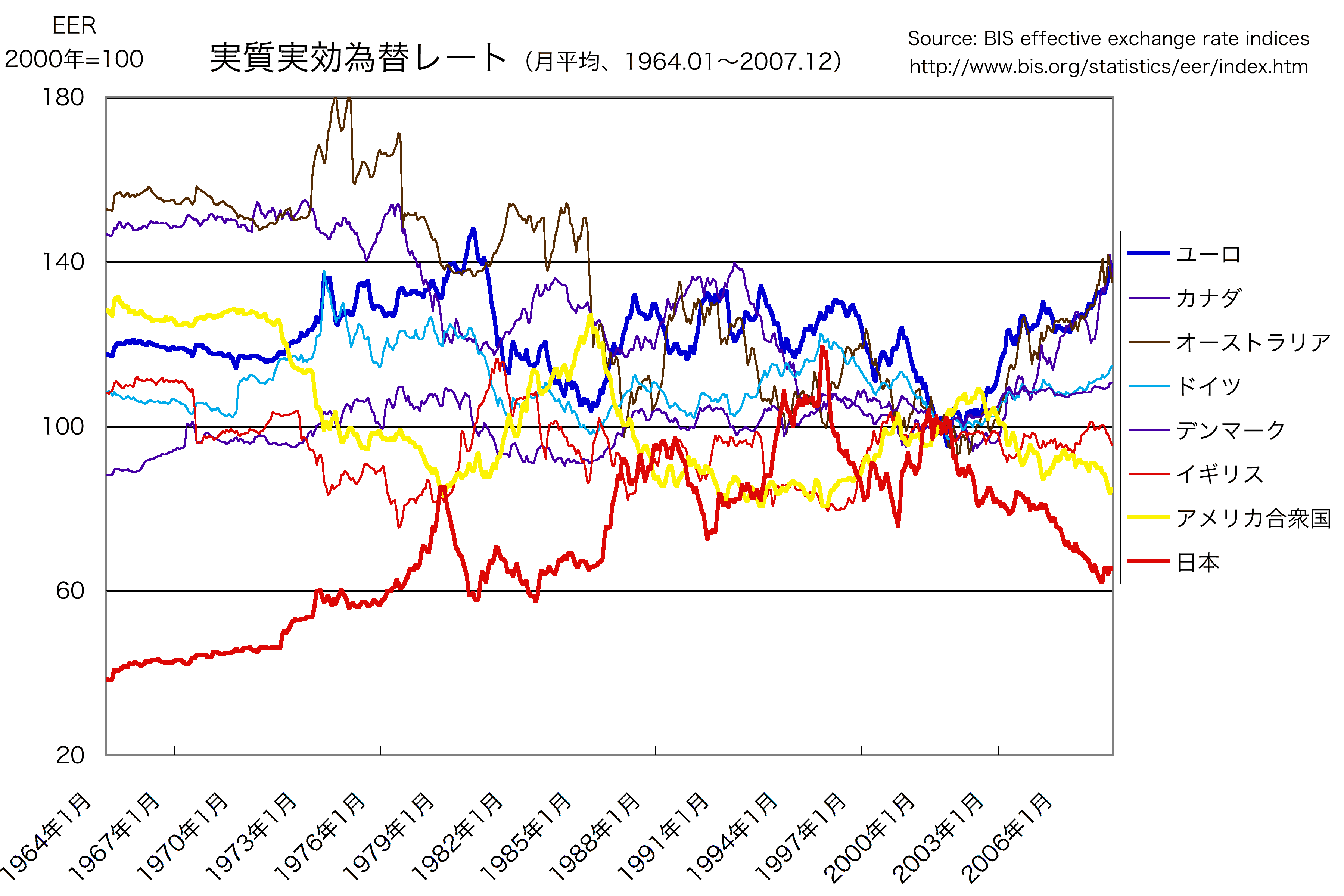
主要通貨の実質実効為替レートの変遷（1964-2007年、2000年 = 100）

日本では日本円と米ドルの相場に注目が集まるが（円相場#日本における外為実務）、国際市場への参加者は他にも数多くあり、それぞれが自国通貨を持って変動相場制の下で貿易が行われているため、特定国間の為替レートだけを見ても国際市場における当該通貨の価値を知ることはできない。
外国為替市場における諸通貨の相対的な実力を測るための指標として実効為替レートがあり、これは中央銀行や国際決済銀行などが算定し、適宜公表している。
BIS（国際決済銀行）によると、2024年6月の円の実質実効為替レートは2020年平均を100とした場合、ブロードレンジで68.36で統計開始以来過去最低水準となっている。またナローレンジでも64.17で、1967年11月以来、56年半ぶりの低水準となっている。実質実効為替レートは、ドルやユーロ、人民元などの主要な通貨について、貿易量や物価水準などを考慮、比較して総合的な通貨の実力を算出する。その数値が低いほど、海外からモノを買う際の割高感が高くなる。原油や穀物材料が高騰しているなかで、円の実力が低下しているということは家計への逆風になる。
また、為替レートの変動を考えるとき、両国で物価上昇率が異なる場合は、実質的なレートが、名目為替レートとずれてくる。このような物価上昇率の効果を考慮した為替レートを「実質為替レート」という。
実効為替レートにおいても物価上昇率調整前後の値をそれぞれ算出するのが一般的であり、物価調整前を「名目実効為替レート」、調整後を「実質実効為替レート」と呼ぶ。実質実効為替レートは、貿易相手国全体との貿易面での有利・不利を示す指標である。
日本銀行の解説にもあるように、実質化（どのようなデフレータを使用するか）、実効化（どのような通貨ウェイトで加重するか）の両面において様々な論点がある。分析しようとする目的に合ったデフレータおよび通貨ウェイトであるかを確認する必要があり、たとえば、企業の競争環境を分析しようとする時にデフレータとして消費者物価指数を用いたり、あるいは貿易額を通貨ウェイトとするのは望ましくない。たとえばIMFは2012 ARTICLE IV CONSULTATION (JAPAN)において、ユニット・レイバー・コストをデフレータに用いて実質実効為替レートは過去の平均水準より割高であると指摘している。これは、賃金などの企業のコストと消費者物価指数は乖離していること、アメリカ市場で第三国と競争している時にはドル円ではなく、その第三国の通貨と円の関係が問題になること、などによる。また、ウェイト替えに伴う遡及改訂をどのように行っているかも注意が必要な点であり、現在のウェイトを元に過去を遡及改訂するような統計の場合、過去の値が持つ意味をよく吟味しなければならない。その他にも過去と比較する際には、実質実効為替レート水準の高低をただ比べるだけではなく、経済情勢や経済構造の変化など、様々な留意点がある。

## TTSとTTB
交換方向によって以下の種類がある。
- TTS (Telegraphic Transfer Selling Rate) - 円貨を外貨と交換する（金融機関などが外貨を売る）際に適用する為替レート。
- TTB (Telegraphic Transfer Buying Rate) - 外貨を円貨と交換する（金融機関などが外貨を買い取る）際に適用する為替レート。

TTSとTTBの差をスプレッドと呼ぶ。
為替レートをひとつの値で示している場合は、一般的にはTTSとTTBの平均値である。この値のことをTTM（Telegraphic Transfer Middle Rate）または仲値（なかね）と呼ぶ。逆に、TTMに為替手数料などを加算（または減算）した値がTTS（またはTTB）とも言える。
なお、TTSやTTBは世界共通の用語ではない。

## 為替レートの操作
国は、為替レートを操作することにより国際貿易で有利な立場を得ることがある。これは、中央銀行による外国為替市場への介入、オープンマーケット操作、あるいは外国通貨から国内通貨への変換を制限することなどで実現されることがある。この件に関して、ドナルド・トランプはアメリカ合衆国大統領選挙の選挙戦中に、中華人民共和国は、定期的に為替レートを操作していると非難した。
他の国々もアイスランド、日本、ブラジルなど、通常は自国の通貨価値を低く保つ政策を採用して輸出コストを削減し、経済を刺激することがある。低い為替レートは、他国の消費者にとって当該国の商品価格を下げる助けとなるが、一方で通貨価値が低い国では輸入される商品やサービスの価格が上昇する。
一般的に、商品やサービスの輸出業者は通貨価値が低いことを好むが、輸入業者は通常、通貨価値が高いことを好む傾向にある。